# Xã Jefferson, Quận Wayne, Indiana
Xã Jefferson (tiếng Anh: Jefferson Township) là một xã thuộc quận Wayne, tiểu bang Indiana, Hoa Kỳ. Năm 2010, dân số của xã này là 3.482 người.